# テレフォンクラブ

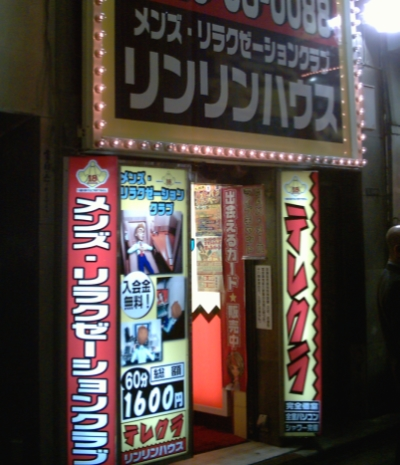
テレクラ店舗の一例

テレフォンクラブとは、電話を介して女性との会話を斡旋する店である。通称はテレクラ。基本的には個室で女性から店に電話がかかってくるのを待ち、その女性との会話を楽しむもの。個室にはティッシュペーパーなどが配置されており、テレフォンセックスが行われる場合もある。女性との交渉次第では、機会を改め店の外でデートや性行為を行うことなども可能である。
1985年の風俗営業法改正後に注目され、流行した業態。日本で最初に登場した店は1985年に小林伴実により開業された新宿「アトリエキーホール」、もしくは同年秋に同じ新宿に開業した「東京12チャンネル」と諸説ある。別冊宝島には1986年のサブカル・流行の1つとしてテレフォンクラブが紹介されている。
テレフォンクラブは売春の温床ともなっていた。現在はパソコンやインターネットの一般化に伴い、出会い系サイトが普及したために、テレフォンクラブは衰退している。

## システム

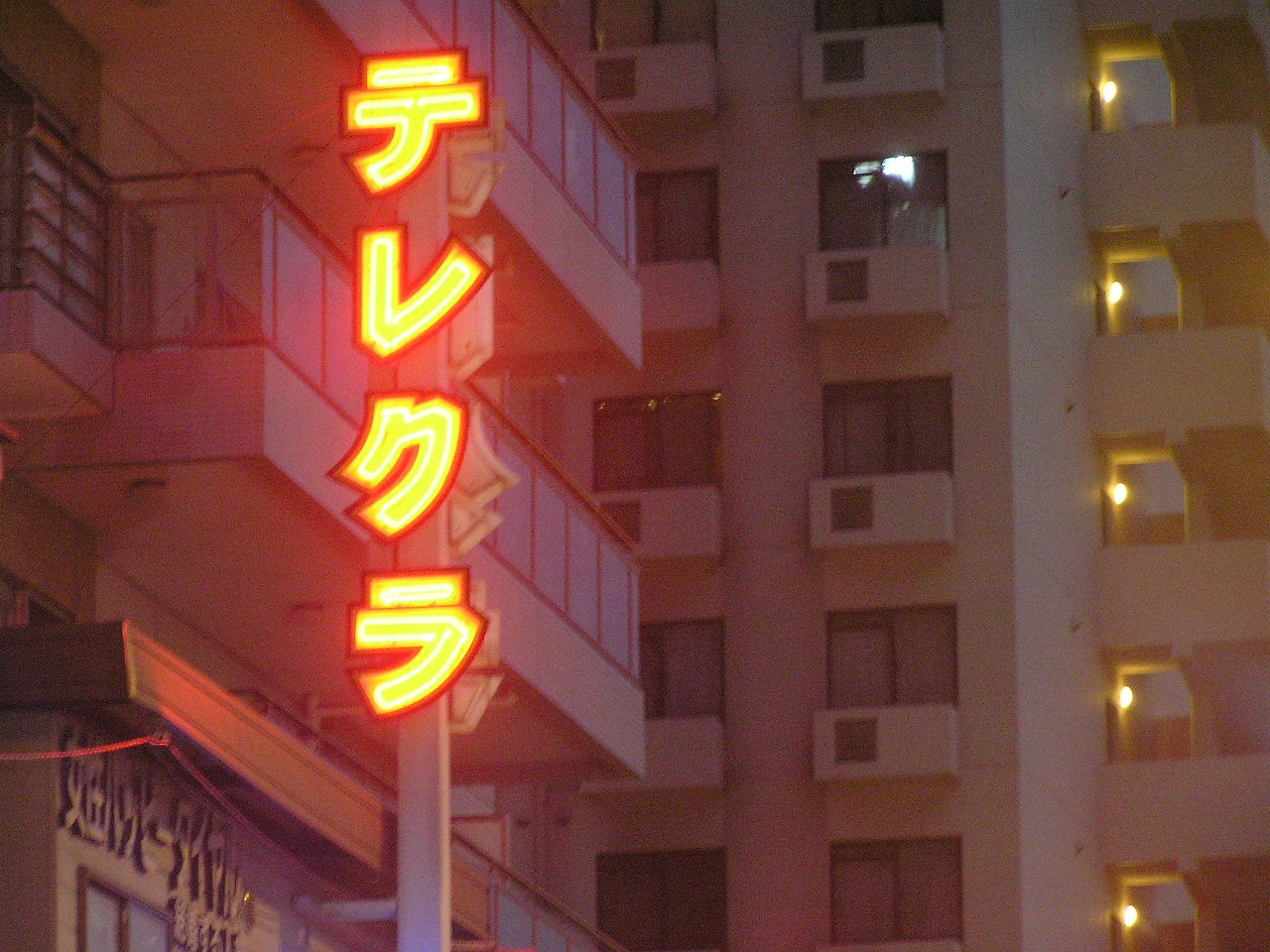
大阪の幹線道路沿い住宅地にあるテレクラ看板。その下には店名とともにフリーダイヤル電話番号が大きく書かれており、それを見た女性から電話がかかると同時に、男性客側からはサクラではない女性から電話がかかるのでは、という期待を抱かせる広告の役割を果たす。

- 男性は店に行って時間ごとの料金を払い、狭い個室の中で電話がかかってくるのを待つ。
- 女性は自宅や公衆電話、携帯電話等から店に電話をかける。女性用ダイヤルは普通フリーダイヤルとなっている。一般女性がテレクラの番号を知るのは、雑誌広告や街頭で配布されるティッシュ、道路・鉄道の駅付近の看板などである。
- 男性は利用時間の途中で約束した女性と会うために外出できる。その日のうちならば再入店し、残り時間[5]も引き続き利用できる店舗が多い[6]。

店によって、店員が順番に客に女性からの電話を回すシステムと、早く受話器を上げた客が電話をとることが出来るシステムの大きく二つに分けられる。なお、東京都など一部の自治体では条例により「早取り」形式は禁止されている。
店によってはSM回線、3P回線を設置してあるところもある。

## 歴史
朝日新聞 1986年4月3日夕刊（東京版）の「テレホンクラブ」（テレクラ）の記事に、テレクラで男性客とデートをしていた家出中の女子高生が補導されたという内容が掲載された。同記事によれば、テレクラは1985年秋頃から新宿・渋谷などに急増し、この頃までに100軒ほどあったという。
1990年代初頭には、一般の女性も多数参加し、同様の店が全国各地に広がり、流行していた。女性は無料であるため、女子中高生がいたずらでかける場合も多数あった。始めはいたずらでかけているつもりでも、度々かけているうちに相手に興味を持ったり、金銭を提示されたりして、実際に会ってみる気になることは十分ありうることであった。18歳未満の援助交際が問題になると、テレクラがその温床ではないかとの批判が強まった。
1990年頃には、レディースコミックに10-15ページほどのテレクラ広告が掲載されていたという。宮台真司は多摩地域のテレクラの状況を調査して、近年の若者の状況を社会学的に考察した（『制服少女たちの選択』1994年）。テレクラは1980-90年代の日本独特な出会いの文化として位置づけられる。
1995年に岐阜県で青少年のテレクラを規制する青少年保護育成条例が改正されて以降、全国の自治体でテレクラ規制条例が制定されていき、年齢確認や営業地域が限定されるなどの規制の強化によって衰退傾向が見られた。2002年には風俗営業法の改正で「店舗を設けて、専ら、面識のない異性との一時の性的好奇心を満たすための交際を希望する者に対し、会話の機会を提供することにより異性を紹介する営業で、その一方の者からの電話による会話の申込みを電気通信設備を用いて当該店舗内に立ち入らせた他の一方の者に取り次ぐことによつて営むもの」という性風俗関連特殊営業の「店舗型電話異性紹介営業」してテレクラを規制し、テレクラの利用者（男性・女性は問わない）全てに対し、18歳以上であることを示す身分確認を求めることが付けられた。さらに深夜0時から日の出（2016年6月23日からは午前6時）までの間はテレクラとしての営業が禁止されたことから、より一層利用者が減少し多くのテレクラが廃業した。しかし、現在もテレクラは各地に存在しており、男女の出会いの場を提供している。

## テレコミ
- テレクラやパーティーライン、ツーショットダイヤル等、電話を介したコミュニケーションの総称を「テレコミ」と表現する事がある。

## 2022年（令和4年）最新の状況

### テレクラの衰退
1980年代後半から1990年代以降のテレクラ全盛期には、全国展開を行い最多店舗数を誇ったリンリンハウスの現在店舗数は僅か2店舗となっている。2002年の風俗営業法の改正以降、ほぼその機能は失われた状態ではあるが、全国的には営業を継続している少数の小規模店舗は存在する。現在では、かつてのテレクラの機能はいわゆるツーショットダイヤルへと移っている。

### テレクラは店舗型ツーショットダイヤル
テレクラは厳密には「店舗型ツーショットダイヤル」と「無店舗型ツーショットダイヤル」に分けられる。無店舗型ツーショットダイヤルとは、単にツーショットダイヤルのことを意味する。ツーショットダイヤルも同時に規制を受けたが、衰退した店舗型のテレクラに対して逆に進化発展を遂げている。店舗型であるテレフォンクラブからの従来ユーザーの取り込み、3G携帯電話時代から提供されてきたWEBサイトからの利用の便の良さ、更にはスマートフォンの普及にあわせて専用の通話アプリの開発提供など、ツーショットダイヤルの利用環境は格段に整っている。

### テレクラツーショットダイヤル
現在、無店舗型のテレクラについては、単に「ツーショットダイヤル」という呼称と同時に、かつてのテレフォンクラブを想起させる「テレクラツーショットダイヤル」という呼称もよく使用される。テレクラツーショットダイヤルは、かつて隆盛を誇ったテレフォンクラブの機能を受け継ぎ進化している。